# راجنار لارسن
راجنار لارسن (بالنرويجية البوكمول: Ragnar Nikolay Larsen)‏ (7 يناير 1925 بأوسلو في النرويج - 14 يناير 1982 بأوسلو في النرويج) هو مدرب كرة قدم ولاعب كرة قدم نرويجي في مركز الوسط. شارك مع منتخب النرويج لكرة القدم. أما مع النوادي، فقد لعب مع نادي جنوى ونادي لاتسيو ونادي لوغانو.

## وصلات خارجية
- راجنار لارسن على موقع اتحاد النرويج (النرويجية)
- راجنار لارسن على موقع قاعدة بيانات كرة القدم.إي يو (الإنجليزية)
- راجنار لارسن على موقع ناشيونال فوتبول تيمز (الإنجليزية)